# Manecme de Sició
|  | Per a altres significats, vegeu «Manecme». |

Manecme o Menecme de Sició (Manaechmus o Menaechmus, Μάναιχμος o Μέναιχμος), fill d'Alcibíades, fou un escriptor grec de Sició que vivia després de la mort d'Alexandre el Gran a finals del segle iv aC i començaments del segle iii aC. Va escriure un relat referit al conqueridor macedoni del que no es conserva el títol (l'obra mateixa s'ha perdut); també va escriure un tractat esmentat per Ateneu i per Plini el Vell, amb el títol  Σικυωνιακά.